# Gotra carinifrons
Gotra carinifrons là một loài tò vò trong họ Ichneumonidae.